# Zamojsce

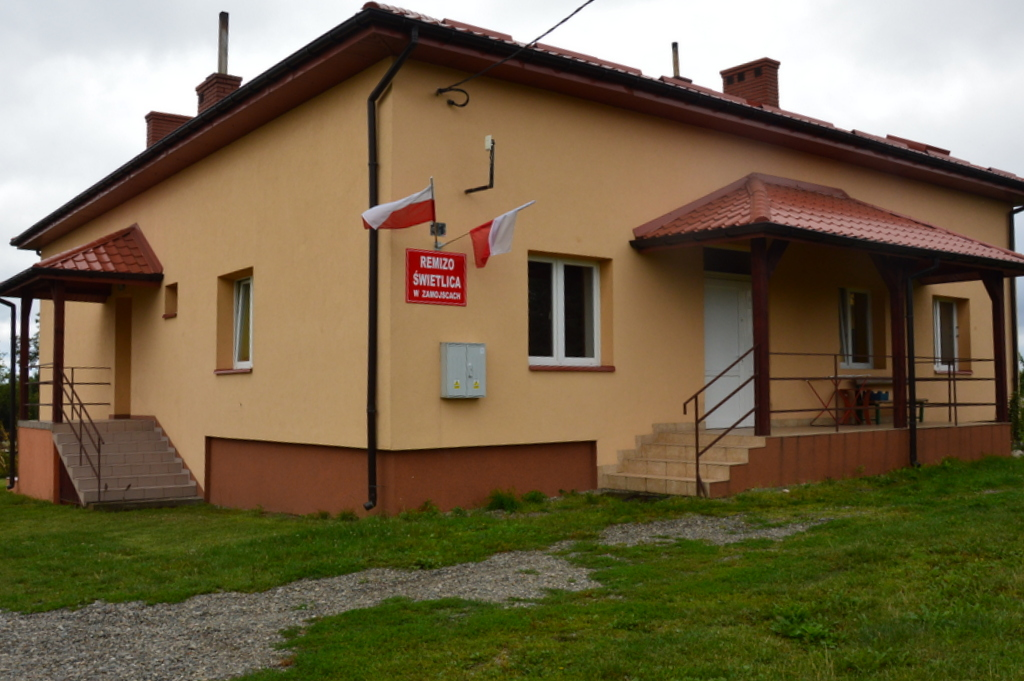
Remizo-Świetlica w Zamojscach

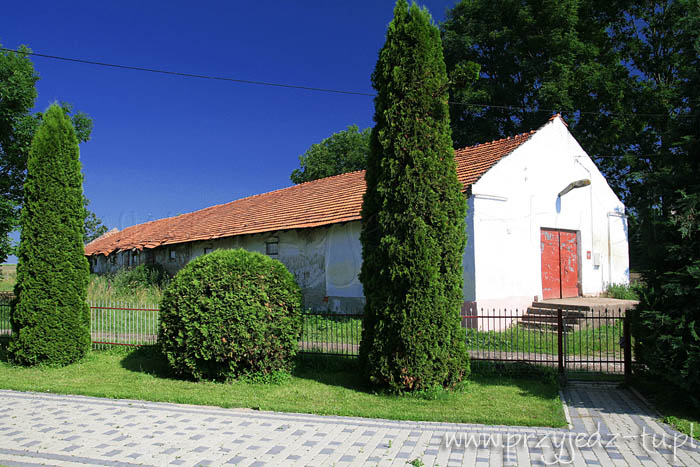
Rządcówka w Zamojscach

Zamojsce – wieś w Polsce położona w województwie podkarpackim, w powiecie jarosławskim, w gminie Radymno. Miejscowość leży około 4 km na południe od Radymna w pobliżu ujścia Rudki do Rady. W latach 1975–1998 miejscowość administracyjnie należała do województwa przemyskiego.

## Historia
Wieś królewska Zamojsce została założona w drugiej połowie XIV wieku. Od 1550 roku należała do rodziny Drohojowskich. 
W 1651 roku, wieś wzmiankowana jako Zamoysce, posiadała 2 łany kmiece i młyn, a według zapisów z 1674 roku – 17 domów, w tym 2 we folwarku. Wieś położona w powiecie przemyskim, była własnością Jana Drohojowskiego, posiadał ją w zastawie Mikołaj Czuharski, została spustoszona w czasie najazdu tatarskiego w 1672 roku. 
W 1868 roku Zamojsce, jako własność Klaudii Raciborskiej, liczyły 116 mieszkańców. Trzydzieści lat później wybrano zwierzchność gminną, której naczelnikiem w 1902 roku został Antoni Zubik. W tym roku w 41 domach zamieszkiwało 204 mieszkańców, a w obszarze dworskim – 38 mieszkańców w czterech domach. Majątkiem zarządzał Łukasz Raciborski z Sośnicy.
Do 1909 roku liczba ludności w Zamojscach wzrosła do 242.
W 2013 został oddany do użytku odcinek autostrady , mijający wieś o około 400 metrów od południa. Sołtysem Zamojściec od 2014 roku jest Krzysztof Bruk.

## Kościół
Przed 1939 Łukasz Raciborski ofiarował miejsce pod budowę świątyni. Początkowo urządzono kościół w starym spichlerzu, który został poświęcony w 1945 roku przez bp Franciszka Bardę. W tym roku erygowana została też Parafia Matki Bożej Różańcowej w Zamojscach, która objęła Zamojsce i Zabłotce. W 1972 roku, kościół spłonął. Na jego miejscu wybudowano nowy murowany kościół, który został poświęcony 16 września 1974 roku przez bp Tadeusza Błaszkiewicza, zaś jego konsekracji dokonał w 1980 roku bp Ignacy Tokarczuk